# Dorothea Douglass Chambers

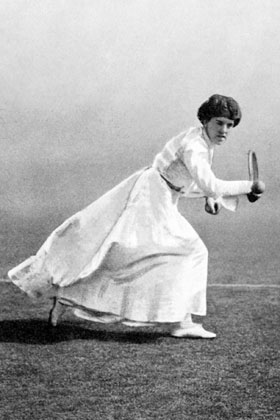
Dorothea Douglass Chambers

Dorothea Katherine Douglass Lambert Chambers, född 3 september 1878 i Ealing i västra London, död 7 januari 1960 i Kensington i London, var en brittisk tennisspelare. Hon tillhörde världseliten i tennis mellan 1903 och cirka 1925, och anses vara den bästa kvinnliga spelaren före första världskriget.
Dorothea Douglass Chambers upptogs 1981 i International Tennis Hall of Fame.

## Tenniskarriären
Dorothea Douglass Chambers vann 1903 den första av totalt 7 singeltitlar i Wimbledonmästerskapen.  Allt som allt nådde hon 11 singelfinaler i Wimbledon, vilket bara tre andra spelare lyckats med (Blanche Hillyard, Charlotte Sterry och Martina Navratilova). Den första Wimbledontiteln vann hon genom finalseger i All Comers Round över Ethel Larcombe (4-6, 6-2, 6-2). De följande titlarna vann hon genom finalsegrar över Charlotte Sterry (1904), May Sutton (1906), Dora Boothby (1910, 1911). Sin sista Wimbledonseger vann hon 1914 då hon i finalen åter besegrade Ethel Larcombe. Douglass Chambers var vid tiden för sin sista titel gift och tvåbarnsmor. 
I Wimbledonfinalen 1919 mötte Douglass Chambers den 20-åriga franska tennisspelaren Suzanne Lenglen på centercourten inför cirka 8000 åskådare, bland vilka också den engelske kungen Georg V och drottning Mary befann sig. Det blev en mycket lång och jämn match som har betecknats som en av de bästa i turneringens historia. Efter att ha missat två matchbollar i egen serve i det tredje och avgörande setet, förlorade hon slutligen mot en utmattad Lenglen. Slutsiffrorna blev 8-10, 6-4, 7-9. Året därpå, 1920, möttes de båda åter i Wimbledonfinalen. Denna gång segrade Suzanne Lenglen med 6-3, 6-0.
Dorothea Douglass Chambers vann OS-guld i singel 1908.
Hon var kapten för det engelska lag som tog hem Wightman Cup 1925. Turneringen spelades 1923 till 1989 och var en lagtävling för damer mellan England och USA. Initiativtagare till turneringen var den amerikanska tennisspelaren Hazel Hotchkiss Wightman.

## Spelaren och personen
Dorothea Douglass Chambers spelade tennis med stor koncentration och beslutsamhet och var en utpräglad taktiker på banan, som sällan "skänkte bort bollar" till motståndaren. Hon anses också vara den tidigaste grundläggaren av den moderna, hårda snabba damtennisen. Hon betraktade sig själv som en typisk baslinjespelare.
Hon spelade också badminton, och blev engelsk mästare i dubbel 1903 och i mixed dubbel 1904.
Hon gav 1910 ut boken Lawn Tennis for Ladies i vilken hon beskriver slagteknik och spelstrategier. I boken finns ett flertal fotografier över de tidigaste kvinnliga mästarna i Wimbledon och Irish Open, vilka också i ett av bokens avsnitt i notisform själva berättar om särskilt minnesvärda matcher de spelat.

## Grand Slam-finaler, singel (11)

### Titlar (7)
| År   | Mästerskap    | Finalmotståndare        | Setsiffror    |
| 1903 | Wimbledon     | Ethel Thomson Larcombe  | 4-6, 6-4, 6-2 |
| 1904 | Wimbledon (2) | Charlotte Cooper Sterry | 6-0, 6-3      |
| 1906 | Wimbledon (3) | May Sutton              | 6-3, 9-7      |
| 1910 | Wimbledon (4) | Dora Boothby            | 6-2, 6-2      |
| 1911 | Wimbledon (5) | Dora Boothby            | 6-0, 6-0      |
| 1913 | Wimbledon (6) | Winifred McNair         | 6-0, 6-4      |
| 1914 | Wimbledon (7) | Ethel Thomson Larcombe  | 7-5, 6-4      |

### Finalförluster (engelska; runner-ups) (4)
| År   | Mästerskap | Finalmotståndare | Setsiffror     |
| 1905 | Wimbledon  | May Sutton       | 6-3, 6-4       |
| 1907 | Wimbledon  | May Sutton       | 6-1, 6-4       |
| 1919 | Wimbledon  | Suzanne Lenglen  | 10-8, 4-6, 9-7 |
| 1920 | Wimbledon  | Suzanne Lenglen  | 6-3, 6-0       |